# Зеркало веб-сайта
Зе́ркало веб-сайта (англ. Mirror) — точная копия данных одного сервера на другом. Во всемирной паутине зеркалом сайта называют точную копию другого сайта. Наиболее часто зеркала сайтов используются для предоставления нескольких источников одной и той же информации. Часто большие или популярные файлы располагают на нескольких зеркалах для ускорения скачивания и распределения нагрузки.

## Причины
Причины зеркалирования сайтов следующие:
- Защита данных от повреждения, обычно при сбое жёстких дисков.
- Сохранение копии веб-сайта, особенно когда он закрыт или собирается закрыться.
- Обеспечение доступа к недоступной информации. К примеру, когда в 2002 году властями Китая был заблокирован доступ к популярному Интернет-поисковику Google[1], его зеркало elgooG использовалось, чтобы обойти блокировку.
- В случаях, когда внешний трафик значительно дороже внутреннего, целесообразно создавать зеркала популярных внешних ресурсов в собственной зоне Интернет.

## Примеры
Хороший пример зеркалирования — широко известный веб-сайт SourceForge.net. Он занимается хостингом программ с открытым исходным кодом. SourceForge.net использует множество различных серверов для достижения одной цели: предоставить возможность скачивания файлов пользователями. Много инновационных компьютерных проектов хранят свои сайты и файлы на SourceForge.net, у которого есть зеркала во множестве стран мира.
Большие сети зеркал используют также проекты Debian, FreeBSD, OpenSUSE, Fedora, и другие. Википедия также имеет несколько зеркал в различных местах.

## Программы для зеркалирования
- wget
- rsync
- CVSup
- HTTrack

## Доменные зеркала
Чаще их тоже называют просто зеркалами.
Доменное зеркало используется обычно на сайтах, которые имеют разные названия, но звучание или написание будет похожим. При этом, все они будут ссылаться на один и тот же сервер. Например, telefon.ru и telephon.ru; otvet.ru и OTBET.ru.
Также зеркала используются при защитном киберсквоттинге. Допустим, что вы производитель сока и хотите зарегистрировать себе домен, подобный sok.ru, а вместе с ним зарегистрировать и cok.ru, sok.com, cok.com.

## Склейка зеркал
Под склейкой зеркал обычно имеют в виду объединение нескольких сайтов в один для корректного индексирования системами поиска. Причинами склейки сайтов могут выступать как желание владельца сайта, так и ошибки при анализе различных сайтов поисковыми роботами. Если робот посчитает, что один сайт является аналогичным другому, то он может склеить их и индексировать только один из сайтов.